# Division d'Honneur 1920-1921
La Division d'Honneur 1920-1921 è stata la 21ª edizione della massima serie del campionato belga di calcio disputata tra il 19 settembre 1920 e il 2º marzo 1921 e conclusa con la vittoria del Daring Club de Bruxelles, al suo terzo titolo.
Capocannoniere del torneo fu Ivan Thys (Beerschot AC), con 23 reti.

## Formula
Come nella stagione precedente le squadre partecipanti furono dodici e disputarono un turno di andata e ritorno per un totale di 22 partite.
L'ultima classificata retrocedette in Promotion a fronte di tre promosse per portare a quattordici il numero di club nell'edizione successiva.
Il FC Brugeois diventò RFC Brugeois e l'AA La Gantoise si chiamò ARA La Gantoise.

## Squadre
| Squadra                  | Città        | Stadio | Stagione 1919-1920  |
| ------------------------ | ------------ | ------ | ------------------- |
| Uccle Sport              | Uccle        |        | 10°                 |
| RC de Gand               | Gand         |        | 7°                  |
| CS Verviétois            | Verviers     |        | 9°                  |
| Racing Club Bruxelles    | Uccle        |        | 12°                 |
| RFC Brugeois             | Bruges       |        | Campione del Belgio |
| Beerschot AC             | Anversa      |        | 5°                  |
| CS Brugeois              | Bruges       |        | 8°                  |
| Anversa                  | Anversa      |        | 4°                  |
| Union Saint-Gilloise     | Saint-Gilles |        | 2°                  |
| Daring Club de Bruxelles | Bruxelles    |        | 3°                  |
| ARA La Gantoise          | Gand         |        | 11°                 |
| RC Malines               | Malines      |        | 6°                  |

## Classifica finale
|                   | Pos. | Squadra                  | Pt | G  | V  | N | P  | GF | GS | DR  |
| ----------------- | ---- | ------------------------ | -- | -- | -- | - | -- | -- | -- | --- |
| Belgio (bandiera) | 1.   | Daring Club de Bruxelles | 35 | 22 | 15 | 5 | 2  | 40 | 10 | 30  |
|                   | 2.   | Union Saint-Gilloise     | 31 | 22 | 12 | 7 | 3  | 46 | 18 | 28  |
|                   | 3.   | Beerschot AC             | 27 | 22 | 13 | 1 | 8  | 51 | 28 | 23  |
|                   | 4.   | RFC Brugeois             | 26 | 22 | 11 | 4 | 7  | 47 | 29 | 18  |
|                   | 5.   | CS Brugeois              | 26 | 22 | 11 | 4 | 7  | 41 | 32 | 9   |
|                   | 6.   | Racing Club de Bruxelles | 22 | 22 | 8  | 6 | 8  | 43 | 40 | 3   |
|                   | 7.   | ARA La Gantoise          | 22 | 22 | 8  | 6 | 8  | 28 | 33 | -5  |
|                   | 8.   | RC de Gand               | 21 | 22 | 7  | 7 | 8  | 30 | 45 | -15 |
|                   | 9.   | Anversa                  | 20 | 22 | 6  | 8 | 8  | 29 | 37 | -8  |
|                   | 10.  | RC Malines               | 15 | 22 | 4  | 7 | 11 | 22 | 42 | -20 |
|                   | 11.  | CS Verviétois            | 12 | 22 | 4  | 4 | 14 | 34 | 51 | -17 |
|                   | 12.  | Uccle Sport              | 7  | 22 | 2  | 3 | 17 | 17 | 63 | -46 |

Legenda:

      Campione del Belgio
      Retrocesso in Promotion
Note:

Due punti a vittoria, uno a pareggio, zero a sconfitta.

### Verdetti
- Daring Club de Bruxelles SR campione del Belgio 1920-21.
- Uccle Sport retrocesso in Promotion.